# Aixirivall
Aixirivall é uma localidade de Andorra, situada na paróquia de Sant Julià de Lòria. Situada a 1.148 metros de altitude, sua população em 2015 foi estimada em 851 habitantes.